# Золотий горнець
«Золотий горнець» (нім. Der goldne Topf) — повість німецького письменника-романтика Ернста Теодора Амадея Гофмана. Твір вперше опубліковано 1814 року в збірці «Фантазії в манері Калло». За визначенням самого автора «Золотий горнець» — це «казка з нових часів».

## Підґрунтя
На казковий сюжет «Золотого горнця» значною мірою вплинули деякі опери, які диригував сам Гофман:
- Моцартова «Чарівна флейта» — принц Таміно, як Анзельм, має пройти випробування, аби возз'єднатися з Паміною. Випробування на нього накладає Зарастро, який має жіночого антагоніста — Царицю ночі. Таміно мусить усвідомити, що Цариця ночі — зло, а Зарастро втілює добро та мудрість.
- «Німфа Дунаю» Карла Генслера — головний персонаж перебуває між коханням до своєї нареченої та русалки, яка спокусила його в день весілля. Її поява на поверхні Дунаю нагадує змійок на Ельбі, яких Анзельм порівнює з сиренами.
- Гофманова «Уніда» — розповідь про русалку, яка здобуває безсмертну душу, закохавши в себе людину.[1]

## Композиція
Твір складається з дванадцяти вігілій (розділів). На початку кожної вігілії знаходиться заголовок, головне завдання якого полягає у тому, аби зацікавити читача. Для прикладу: «Лихі пригоди студента Анзельма. Лікувальний тютюн проректора Паульмана і золотисто-зелені змійки». У кожній вігілії зустрічаються й авторські відступи, які прояснюють точку зору письменника. В останній вігілії автор, зокрема, розповідає про те, звідки він дізнався про цю історію, а також про допомогу Саламандра у завершенні цієї розповіді.

## Сюжет
Події відбуваються в Дрездені.
Головний герой — студент теологічного факультету Анзельм. Хлопцеві не щастить: у відповідальну мить він стає незграбним і неуважним. Так, на вшестя (свято Вознесіння Ісуса Христа на небо), поспішаючи в таверну, він розчавив яблука старої торговки на базарі. Попри те, що Анзельм віддав їй всі свої гроші, бабця прокляла його: «А, тікаєш, чортів сину, скоро в пляшці згорбиш спину!». Сидячи з розпачу під бузковим кущем, Анзельм почув дивовижне дзеленчання срібних дзвоників, йому почулося, ніби до нього промовляють і вітер, і промені сонця, і сам кущ. Але найголовніше — він побачив маленьку золотаво-зелену змійку з прекрасними синіми очима. Анзельм тієї ж миті закохався в ті очі й звернувся до їх власниці. Та перехожі зупинили студента, гадаючи, що той сп'янів.

Ілюстрація Л. Д. Киркача

Вечір Анзельм провів у товаристві свого товариша проректора Паульмана, його доньок, молодшої Франі й старшої Вероніки, а також реєстратора Гербранда. Паульман порадив студентові влаштуватися на заробітки до дивака архіваріуса Ліндгорста, що платить вправним каліграфам за те, що вони копіюють йому дивні манускрипти.
Наступного дня Анзельм попрямував до архіваріуса Ліндгорста, та замість молотка на дверях побачив жахливу голову бабці з базару, що прокляла його. Студент ще кілька разів повертався до бузкового куща, аби поновити в пам'яті дивовижні спогади. Одного разу він познайомився там з архіваріусом. Цей дивак розповідає всім, що його брат є драконом, а сам він має три доньки змії (молодша з яких — володарка прекрасних синіх очей — Серпентина). Ліндгорст пообіцяв Анзельмові поєднати їхні з Серпентиною долі, якщо він вправно виконає роботу з манускриптами. У дивовижному будинку, наповненими живими квітами, метеликами та балакучими папугами, Анзельм взявся за роботу.
Вероніка тим часом мріяла про те, як Анзельм стане радником і одружиться з нею. Подруги порадили дівчини піти до знаної ворожки — пані Рауер. В старій Вероніка впізнала свою няню Лізу. Та наказала Вероніці вночі перед рівноденням прийти до неї для виконання обряду. Під час магічного дійства відьма (саме вона прокляла Анзельма на базарі) вилила маленьке дзеркальце, в якому Вероніка могла завжди бачити коханого Анзельма. Відьма обіцяла Вероніці поклопотатися про її щасливе майбутнє.
Якось під час роботи над особливо складним манускриптом Анзельм почув розповідь Зеленої Змійки: давним-давно Саламандр покохав змійку, князь духів Форфор попереджав його, що змійка загине від полум'я Саламандра, та він не послухав. Коли змійка розсипалася на попіл, Саламандр знавіснів від розпачу і знищив всі квіти в дивовижному саду. Фосфор схопив Саламандра і сказав, що за злочин кине його до гномів у полон і тяжку працю. Садівник-гном порадив князеві духів не карати суворо Саламандра. Фосфор вибрав легшу кару. Він знов матеріалізував змійку- це була донька Фосфора та вогненної лілеї — і поєднав її шлюбом із Саламандром. Від шлюбу народилися три доньки, але батько був засланий, та не до гномів, а до людей. Саламандр мусить знайти наречених для трьох своїх доньок. Коли юнак покохає одну з них, то в золотому горнятці з'явиться лілея. Тим Саламандром був Ліндгорст. Коли три доньки одружаться, Саламандра буде пробачено і повернено із заслання. Тому коли роботу над манускриптами буде завершено, Анзельм і Серпентина поєднаються в коханні. АлеСерпентина радить стерегтися відьми. Брат Ліндгорста, лихий дракон, колись через заздрощі, що батько заповів Ліндгосту чарівний самоцвіт, завжди шкодив саламандрам та гномам. Фосфор полонив дракона, але від пір'їн дракона народилися злі духи, один з яких покохав гидку редьку — і від цього шлюбу вродилася чаклунка — та сама бабця, і вона тепер шкодитиме Анзельмові. Коли Анзельм прийшов до тями, то зрозумів, що вся ця розповідь була записана на манускрипті, який він копіював.
Одного дня Анзельм перед роботою завітав до проректора Паульмана. За обідом він випив разом із товаришем і Гербрандом дивний трунок, від якого сп'янів і розповів їм правду про Ліндгорста і Серпентину. Також від чарів Вероніки він став сумніватися в своїх видіннях і захотів повернутися до реальності.
Після цього він не зміг далі працювати над манускриптом — після першої ж літери на папері з'явилася велика чорнильна пляма. Через це Анзельм опинився зачиненим у скляній сулії. Поруч із ним перебували інші студенти, що копіювали манускрипти до нього. Вони приймали Анзельма за дивака, адже думали, що він стоїть на мосту дивиться в річку, а не замкнений в сулії. З'явилася відьма, глумилася з Анзельма, що згорбив-таки спину в пляшці, пропонувала йому волю, але за це він мав забути Серпентину і одружитися з Веронікою. Анзельм гнівно відкинув спокусу. Тоді стара Ліза хотіла викрасти золотий горнець, вбити Серпентину і заволодіти лілеєю, але Анзельм підійняв тривогу, кричачи та гупаючи у скло.
Зрештою, Саламандр вступив в бій із відьмою, переміг її, звільнив Анзельма. Вероніка одружилася з Гербрандом, що став радником.
Студент не був винен у тому, що мав сумнів щодо своїх видінь і кохання до Серпентини — то зла відьма збивала його зі шляху. Тому Анзельм одружився із Серпентиною й вони зажили в Атлантиді. Коли автор став сумувати через те, що не має такої ж змоги, то Ліндгорст розповів йому, що Атлантида — це чарівне царство поезії, куди кожен має вхід, тим паче — автор чарівних казок.

## Персонажі
- Анзельм — студент теологічного факультету університету в Дрездені;
- Паульман — проректор, товариш Анзельма;
- Вероніка — його донька 16 років;
- Франя — молодша донька Паульмана;
- Гербранд — реєстратор;
- Ліндгорст — архіваріус, може перетворюватися на іскру чи створювати полум'я з пальців. Саламандр, що має трьох доньок-змійок;
- Серпантина — молодша донька Саламандра, кохана Анзельма;
- Пані Ліза Рауер — в минулому — нянька Вероніки, стара відьма, що народилася від кохання духів драконячого пера й гидкої редьки. За помічника тримає чорного кота.

## Сприйняття
«Золотий горнець» привернув увагу багатьох відомих художників: Альфреда Кубіна (1947), Карла Тільмана (1920).
Сучасна опера «Золотий горнець» Е. Маєра була продемонстрована 1989 року в рамках Дрезденського музичного фестивалю.

## Українські видання
Український переклад Сидора Сакидона з'явився в літературній серії «Бібліотека світової літератури» видавництва «Фоліо», Харків у 2003 році.